# Во-сюр-Ор
Во-сюр-Ор (фр. Vaux-sur-Aure) — коммуна во Франции, находится в регионе Нижняя Нормандия. Департамент коммуны — Кальвадос. Входит в состав кантона Ри. Округ коммуны — Байё.
Код INSEE коммуны — 14732.

## Население
Население коммуны на 2010 год составляло 323 человека.
| 1962 | 1968 | 1975 | 1982 | 1990 | 1999 | 2010 |
| ---- | ---- | ---- | ---- | ---- | ---- | ---- |
| 265  | 250  | 296  | 318  | 324  | 344  | 323  |

## Экономика
В 2010 году среди 215 человек трудоспособного возраста (15—64 лет) 159 были экономически активными, 56 — неактивными (показатель активности — 74,0 %, в 1999 году было 71,6 %). Из 159 активных жителей работали 142 человека (72 мужчины и 70 женщин), безработных было 17 (11 мужчин и 6 женщин). Среди 56 неактивных 20 человек были учениками или студентами, 30 — пенсионерами, 6 были неактивными по другим причинам.